# Ehime FC

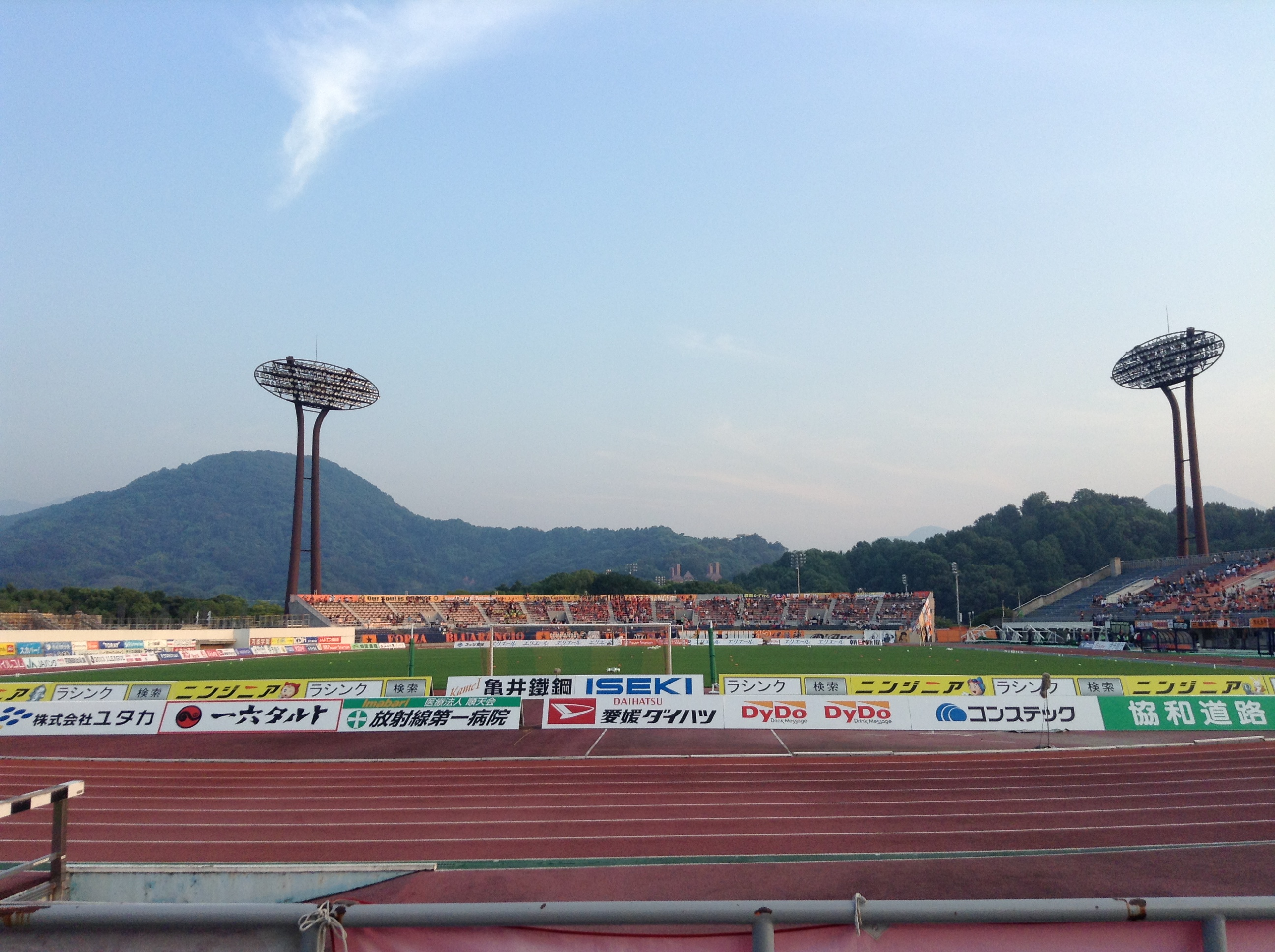
Stadion van Ehime FC

Ehime FC (Japans: 愛媛FC, Ehime FC) is een Japanse club die uitkomt in de J-League 2. De club heeft haar thuisbasis in de stad Matsuyama in de prefectuur Ehime.

## Geschiedenis
Ehime FC werd opgericht in 1970 als Matsuyama Soccer Club. Het was gedurende lange tijd een kleine, onbeduidende club tot het jaar 1995. In dat jaar ontfermde de prefectuur Ehime zich over de club en werd de naam veranderd in Ehime FC. Vanaf dat moment behoort de club tot de top van de regio en in 2001 promoveert het naar de Japan Football League na drie achtereenvolgende regionale kampioenschappen.
Vanaf 2003 krijgen de plannen om deel te nemen aan de J-League serieuze vormen. In 2005 vraagt Ehime FC dan uiteindelijk de profstatus aan, maar verrassenderwijs wordt hun aanvraag afgewezen. Er ontstaat een enorm protest omdat een jaar eerder een veel zwakkere aanvraag van Thespa Kusatsu wel werd gehonoreerd. De gouverneur van de prefectuur Ehime diende protest in bij de J-League en gesteund door de vele sympathiebetuigingen en support van bedrijven en supporters in de regio ging de J-League overstag. Het gaf aan dat de profstatus zou worden toegekend indien Ehime FC bij de eerste twee ploegen in de JFL zou eindigen. De club behaalde zelfs het kampioenschap in 2005 en zodoende werd begin 2006 de club verwelkomd als nieuwste lid.

## Eindklasseringen
- Eerst wordt de positie in de eindranglijst vermeld, daarna het aantal teams in de competitie van het desbetreffende jaar. Voorbeeld 1/18 betekent plaats 1 van 18 teams in totaal.

| Jaar | J1 | J2    |
| ---- | -- | ----- |
| 2006 |    | 9/13  |
| 2007 |    | 10/13 |